# Your Tomorrow
Your Tomorrow (в переводе с англ. — «Твоё будущее») — второй студийный альбом американской инди-рок-группы Plain Jane Automobile. Релиз состоялся 9 мая 2011 года. Это последний альбом, выпущенный группой перед переименованием в Our Wild Love.

## Об альбоме
Plain Jane Automobile начали сочинять песни для этого альбома сразу после турне по Соединённым Штатам ещё в 2009 году, однако, из-за нехватки средств, запись долго откладывалась. 20 апреля 2010 года группа создала страничку на сайте Kickstarter для сбора средств на запись. На просьбу откликнулось 77 человек, пожертвовав в общей сложности около 13 000 долларов.
Изначально планировалось выпустить альбом в феврале 2011 года, однако затем сроки сдвинулись на март. В марте на сайте группы и страничке Facebook появилось два проморолика для нового альбома, снятые в чёрно-белых тонах. Первый — 50 секундный ролик на песню «Your Tomorrow», второй — минутный ролик на песню «Please Leave Quietly». Немного позже появился и третий 50 секундный ролик на песню «We Live in the Dark (Part 2)». Вскоре стала известна точная дата релиза и название альбома.
Несмотря на то, что официально альбом вышел 9 мая, в сеть он попал на пять дней раньше.
Всего в новый альбом было включено восемь новых песен, а также давно знакомые поклонникам песни «Close My Eyes», «Stones» и «Starving Streets» в новом исполнении. Таким образом песня «Close My Eyes» стала единственной песней, встречающейся в разном исполнении во всех альбомах группы.
Начиная с 15 февраля 2012 года данный альбом, как и все остальные альбомы группы, стал доступен на официальном сайте для бесплатного скачивания в формате MP3.
У альбома также существует инструментальная версия, однако для бесплатного скачивания она недоступна.

## Список композиций
Слова и музыка всех песен — Крайдер, Мехиа, МакКоркелл и Диккенс.
| №                   | Название                            | Длительность |
| ------------------- | ----------------------------------- | ------------ |
| 1.                  | «You Were Only a Song»              | 4:31         |
| 2.                  | «We Live in the Dark (Part 1)»      | 4:20         |
| 3.                  | «Every Dirty Hand»                  | 3:45         |
| 4.                  | «Close My Eyes»                     | 3:52         |
| 5.                  | «Your Tomorrow»                     | 4:46         |
| 6.                  | «Stones»                            | 4:37         |
| 7.                  | «Starving Streets»                  | 4:11         |
| 8.                  | «Yesterday's Pain»                  | 3:41         |
| 9.                  | «We Live in the Dark (Part 2)»      | 5:29         |
| 10.                 | «Before Your Lights Go Out»         | 4:54         |
| 11.                 | «Please Leave Quietly»              | 3:59         |
| 12.                 | «You Were Only a Song (Radio Edit)» | 4:01         |
| Общая длительность: | Общая длительность:                 | 52:06        |

## Участники записи
- Джеймс «Дюк» Крайдер — вокал, гитара
- Луис Мехиа — гитара, клавишные, бэк-вокал
- Пол МакКоркелл — бас, бэк-вокал
- Джеймс Диккенс — ударные